# Kečovo
Kečovo (węg. Kecső, niem. Götsche) – wieś (obec) na Słowacji położona w kraju koszyckim, w powiecie Rożniawa.

## Położenie
Położone jest u południowo-zachodnich podnóży Płaskowyżu Silickiego, ok. 8 km na pd.-wsch. od miejscowości Plešivec i ok. 1,5 km od granicy słowacko-węgierskiej. Leży w zagięciu dolinki, wyrzeźbionej wodami Keczowskiego Potoku (słow. Kečovský potok, węg. Kecső p.), zasilanego przez Keczowskie Wywierzysko na pn. od wsi. Poniżej wsi potok spływa na wsch., stając się głównym tokiem źródłowym rzeczki Jóšva (węg. Jósva, dopływ Bodvy). Wywierzysko od początku dziejów decydowało o istnieniu tu osadnictwa i było podstawą egzystencji ludzi na tym terenie ubogim w wodę.

## Historia
Już w okresie paleolitu ludzie zamieszkiwali położone w pobliżu dzisiejszej wsi jaskinie. W okolicy dawnego keczowskiego młyna odkryto ślady siedliska z okresu rzymskiego, zamieszkiwanego przez miejscowe plemiona barbarzyńskie. Wieś powstała być może już w XII w., pierwsza wzmianka pisemna o niej pochodzi z wieku XIII (1272 r.). W czasie najazdów tureckich w XVI w. była kilkakrotnie zniszczona, a od 1564 r. przez dwa stulecia była niezamieszkana. Od drugiej połowy XVIII w. ponownie zaludniona. Mieszkańcy zajmowali się pracą na roli, hodowlą, sadownictwem i domowym rzemiosłem. Obecnie, poza skromnym rolnictwem, zajmują się pracą w lasach lub nielicznych, pobliskich zakładach przemysłowych.

## Demografia
Według danych z dnia 31 grudnia 2012, wieś zamieszkiwało 371 osób, w tym 193 kobiety i 178 mężczyzn.
W 2001 roku rozkład populacji względem narodowości i przynależności etnicznej wyglądał następująco:
- Słowacy – 6,96%
- Czesi – 0,23%
- Ukraińcy – 0,46%
- Węgrzy – 91,88%

Ze względu na wyznawaną religię struktura mieszkańców kształtowała się w 2001 roku następująco:
- Katolicy rzymscy – 57,54%
- Grekokatolicy – 0,7%
- Ewangelicy – 27,61%
- Ateiści – 5,57%
- Przedstawiciele innych wyznań – 0,93%
- Nie podano – 0,46%

## Zabytki
- Kościół ewangelicki, murowany, klasycystyczny, zbudowany w l. 1817-1820, z pierwotnym wyposażeniem wnętrza (m.in. klasycystyczny ołtarz i interesująca empora).
- Kościół rzymskokatolicki pw. Wniebowstąpienia Pana, murowany, klasycystyczny, z 1827 r.

## Ochrona przyrody
Znaczną część obszaru administracyjnego wsi obejmuje Park Narodowy Kras Słowacki. W katastrze wsi znajduje się rezerwat przyrody Kečovské škrapy.

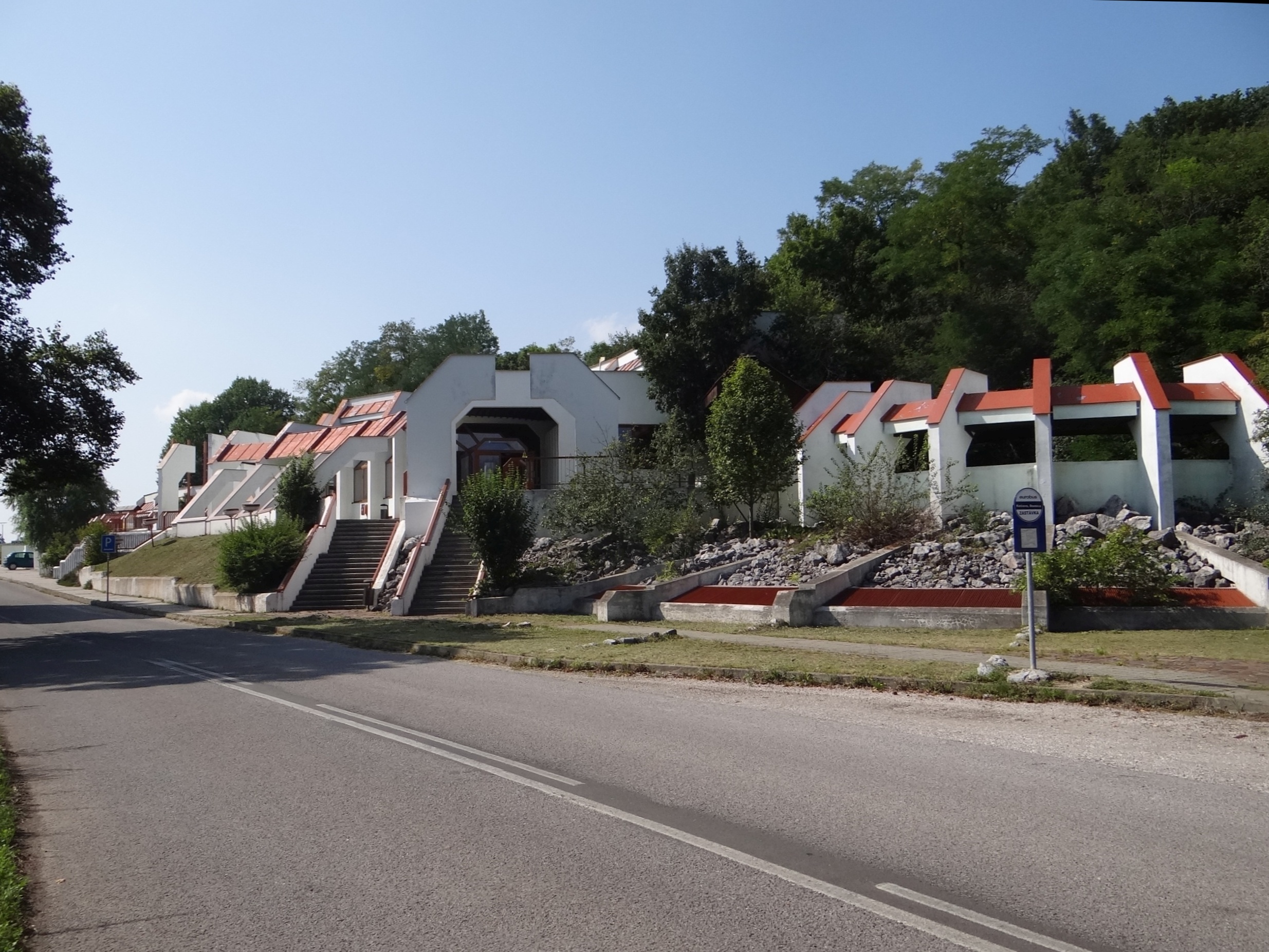
Wstęp do Jaskini Domica
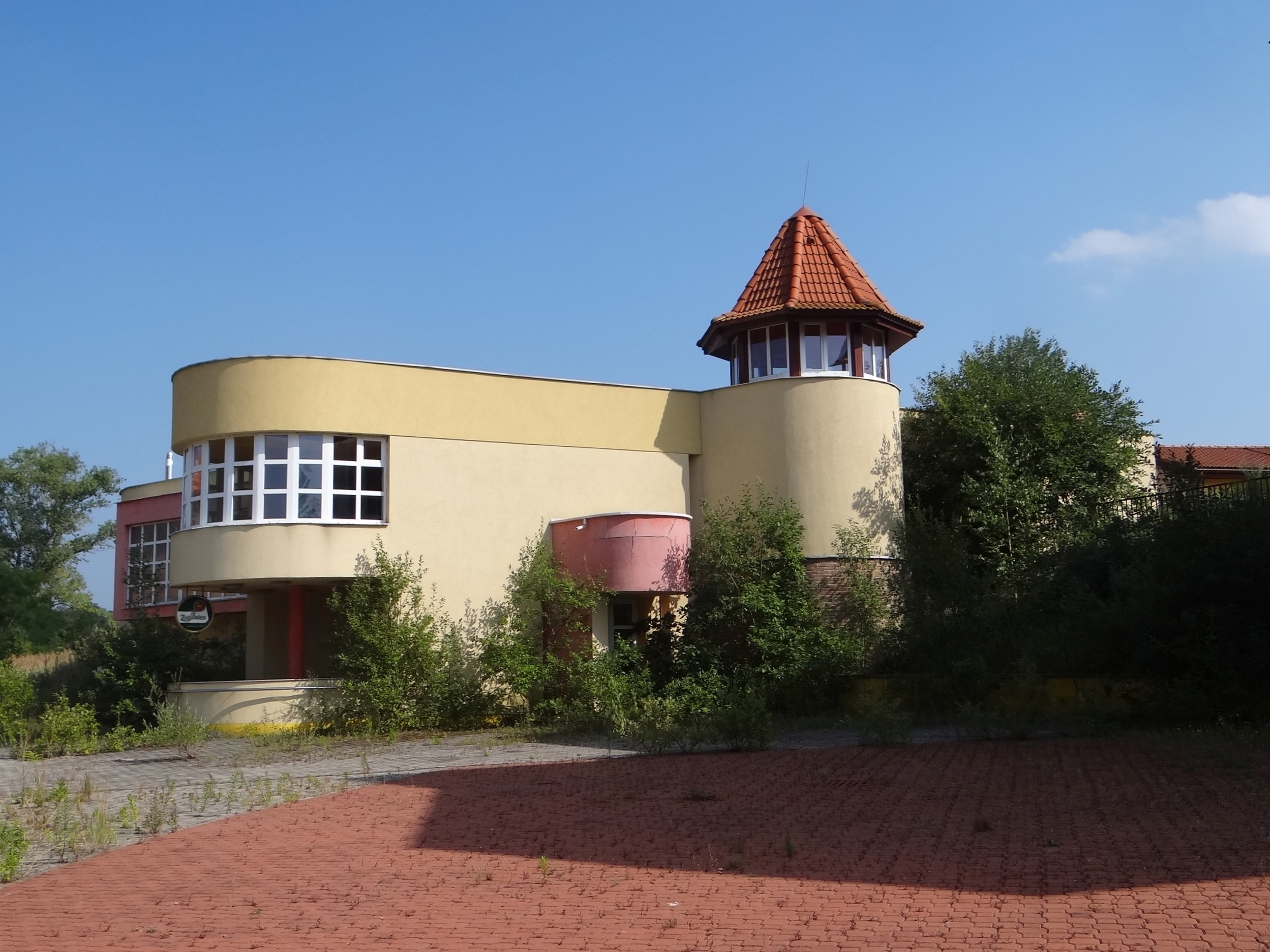
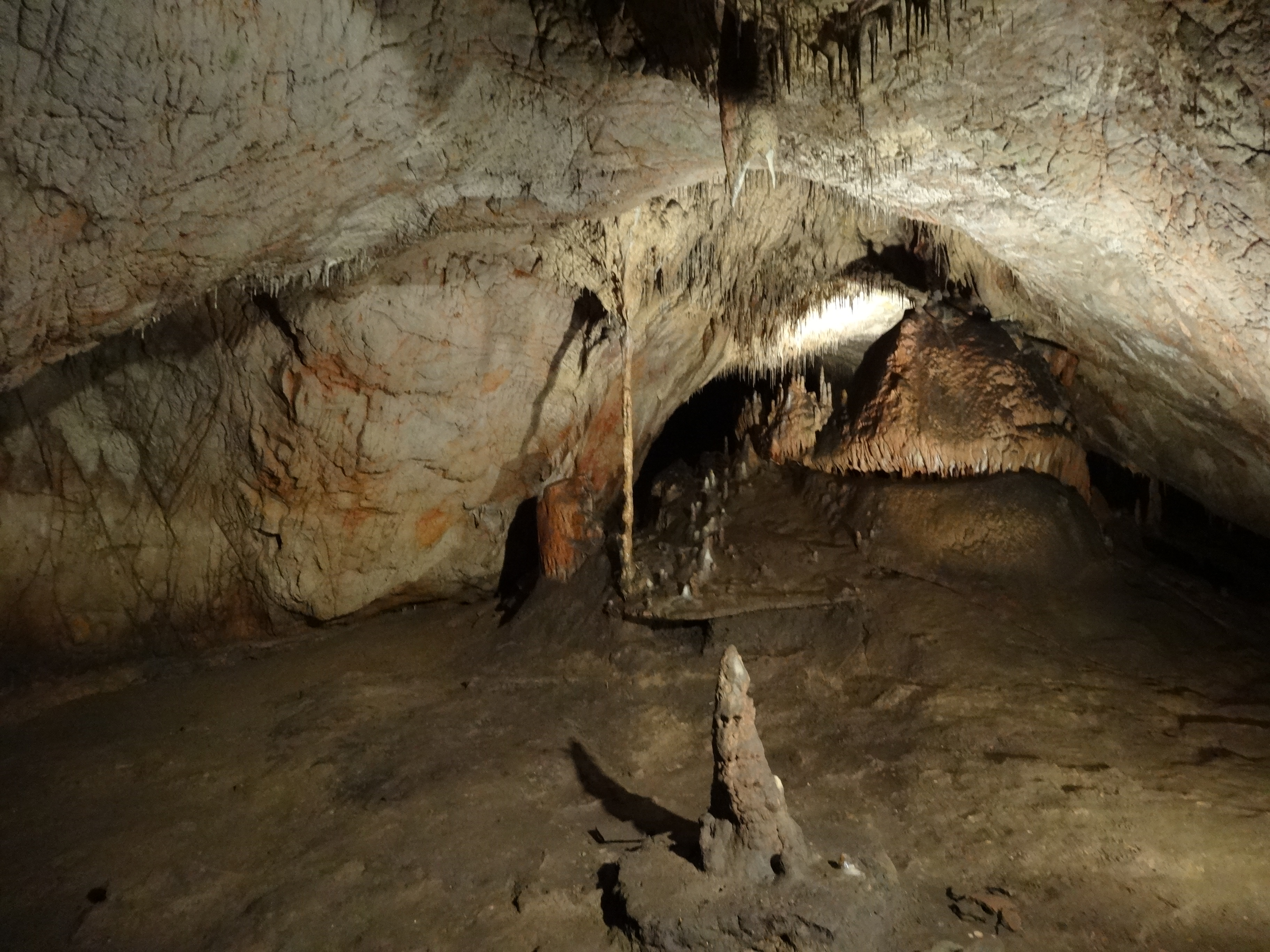
Jaskinia Domica